# Sienno Dolne
Sienno Dolne [ˈɕɛnnɔ ˈdɔlnɛ] (tiếng Đức: Schöneu) là một ngôi làng thuộc khu hành chính của Gmina Radowo Małe, thuộc quận Łobez, West Pomeranian Voivodeship, ở phía tây bắc Ba Lan. Nó nằm khoảng 9 kilômét (6 mi) về phía tây của Radowo Małe, 20 km (12 mi) phía tây Łobez và 56 km (35 mi) về phía đông bắc của thủ đô khu vực Szczecin.
Trước năm 1945, khu vực này là một phần của Đức. Đối với lịch sử của khu vực, xem Lịch sử của Pomerania.